# Jonathan Richter
Jonathan Richter (født 16. januar 1985) er en tidligere dansk fodboldspiller, der spillede midtbane hos FC Nordsjælland.

## Karriere
Ritcher spillede for Brøndby IF som ungdomsspiller og skiftede senere til FC Nordsjælland. Her fik han den første kamp i Superligaen den 16. oktober 2005.
Richter måtte stoppe karrieren, efter han blev ramt af et lyn under en træningskamp 20. juli 2009.

## Privatliv
Han er tvillingebror med Simon Richter, som spiller for Brønshøj Boldklub.

### Helbred
Richter blev ramt af et lyn under en træningskamp i 2009. Han lå efterfølgende i koma og fik halvdelen af sit ene ben amputeret.
I oktober 2022 fik Ritcher hjertestop, mens han spillede kørestolsbasket.

## TV
I efteråret 2012 deltog han i TV2-programmet BS & Outsiderne, hvor en flok handicappede ved hjælp af hinanden skal krydse øst over Afrikas ørken. Som programmets navn antyder, er holdet ledet af den tidligere jægersoldat B.S. Christiansen. 